# دوتيرامان
دوترامان هو مسلسل أنمي تلفزيوني من إنتاج شركة تاتسونكو برودكشن.

## القصة
سوزوكي، رجل أعمال في منتصف العمر من بلدة صغيرة قرب طوكيو، يكتشف بوابة تؤدي إلى عالم العفاريت ويستخدم جهازًا للتحكم بهم لخدمة أطماعه. يتصدى له هاجيمي وصديقته ماريكو بعد أن يمنحهما محقق فضائي القدرة على التنكر كعفاريت والتحول إلى دوترامان ودوترا بينك، ليخوضا معركة لتحرير العفاريت من سيطرته.

## طاقم الشخصيات
- نوريكو تسوكاسي بدور ساتو هاجيمي.
- تشي كوجيرو بدور ماريكو ناكامورا.
- يوريكو فتشيزاكي بدور أونيزو.
- كازومي إيكيدا بدور زوكان سوكونيتس.
- جوجي يانامي بدور سوزوكي شيغيرو / إنشيكي دايو.
- ناوكو ماتسوي فبدور سوزوكي مانامي / شيشونكي.
- كينيتشي أونو بدور  جينكي.
- نوزومو ساساكي بدور تانكي.
- إيكو نيشيكاوا بدور إنكي وبونتا.